# 1. division (Eishockey) 1960/61
Die Saison 1960/61 war die erste Spielzeit der 1. division, der höchsten dänischen Eishockeyspielklasse, nachdem zuvor kein Ligenspielbetrieb in Dänemark ausgetragen wurde. Meister wurde zum insgesamt dritten Mal in der Vereinsgeschichte der KSF Kopenhagen.

## Modus
In der Hauptrunde absolvierte jede der vier Mannschaften insgesamt sechs Spiele. Der Erstplatzierte der Hauptrunde wurde Meister. Für einen Sieg erhielt jede Mannschaft zwei Punkte, bei einem Unentschieden gab es einen Punkt und bei einer Niederlage null Punkte.

## Tabelle
|    | Klub           | Sp | S | U | N | T  | GT  | Punkte |
| -- | -------------- | -- | - | - | - | -- | --- | ------ |
| 1. | KSF Kopenhagen | 6  | 6 | 0 | 0 | 82 | 8   | 12     |
| 2. | Rungsted IK    | 6  | 4 | 0 | 2 | 64 | 23  | 8      |
| 3. | Esbjerg SK     | 6  | 2 | 0 | 4 | 29 | 38  | 4      |
| 4. | Silkeborg SF   | 6  | 0 | 0 | 6 | 6  | 112 | 0      |

Sp = Spiele, S = Siege, U = Unentschieden, N = Niederlagen

## Relegation
Silkeborg SF belegte den letzten Platz der 1. division und musste daher in der Relegation gegen den Sieger der 2. division, Furesø, antreten.
- Furesø – Horsens SF 22:0
- Furesø – Silkeborg SF 6:1

Damit stieg die Silkeborg SF in die zweite Spielklasse ab und wurde durch die Mannschaft aus Furesø ersetzt.